# Blaž Rola
Blaž Rola (* 5. Oktober 1990 in Ptuj, SR Slowenien) ist ein slowenischer Tennisspieler.

## Karriere
Während seiner Karriere gewann Blaž Rola neun Futures-Turniere im Einzel und sechs Futures-Turniere im Doppel. 2010 gab er sein Debüt für die slowenische Davis-Cup-Mannschaft. In der Partie gegen Bulgarien wurde er im dritten Einzel eingesetzt, das er mit 6:0 und 6:1 gewann. Auf der Challenger Tour gewann er 13 Turniere.
Zum 14. Oktober 2013 durchbrach er erstmals die Top 200 der Weltrangliste im Einzel, am 5. Mai 2014 die Top 100.

## Erfolge
| Legende (Anzahl der Siege)  |
| Grand Slam                  |
| ATP World Tour Finals       |
| ATP World Tour Masters 1000 |
| ATP World Tour 500          |
| ATP World Tour 250 (1)      |
| ATP Challenger Tour (14)    |

| ATP-Titel nach Belag |
| Hartplatz (0)        |
| Sand (1)             |
| Rasen (0)            |

### Einzel

#### Turniersiege
| Nr. | Datum          | Turnier     | Belag     | Finalgegner         | Ergebnis       |
| --- | -------------- | ----------- | --------- | ------------------- | -------------- |
| 1.  | 2. März 2014   | Guangzhou   | Hartplatz | Yūichi Sugita       | 6:74, 6:4, 6:3 |
| 2.  | 26. April 2015 | Santos      | Sand      | Germain Gigounon    | 6:3, 3:6, 6:3  |
| 3.  | 29. April 2017 | Tallahassee | Sand      | Ramkumar Ramanathan | 6:2, 6:76, 7:5 |
| 4.  | 28. April 2019 | León        | Hartplatz | Liam Broady         | 6:4, 4:6, 6:3  |
| 5.  | 11. April 2021 | Split       | Sand      | Blaž Kavčič         | 2:6, 6:3, 6:2  |

### Doppel

#### Turniersiege

##### ATP World Tour
| Nr. | Datum         | Turnier | Belag | Partner         | Finalgegner                     | Ergebnis           |
| --- | ------------- | ------- | ----- | --------------- | ------------------------------- | ------------------ |
| 1.  | 29. Juli 2023 | Umag    | Sand  | Nino Serdarušić | Simone Bolelli Andrea Vavassori | 4:6, 7:62, [15:13] |

##### ATP Challenger Tour
| Nr. | Datum              | Turnier         | Belag         | Partner                   | Finalgegner                                 | Ergebnis          |
| --- | ------------------ | --------------- | ------------- | ------------------------- | ------------------------------------------- | ----------------- |
| 1.  | 23. November 2013  | Toyota          | Teppich (i)   | Chase Buchanan            | Marcus Daniell Artem Sitak                  | 4:6, 6:3, [10:4]  |
| 2.  | 3. Mai 2015        | São Paulo       | Sand          | Chase Buchanan            | Guido Andreozzi Sergio Galdós               | 6:4, 6:4          |
| 3.  | 20. September 2015 | Cary            | Hartplatz     | Chase Buchanan            | Austin Krajicek Nicholas Monroe             | 6:4, 6:75, [10:4] |
| 4.  | 26. September 2015 | Columbus        | Hartplatz     | Chase Buchanan            | Mitchell Krueger Eric Quigley               | 6:4, 4:6, [19:17] |
| 5.  | 28. Oktober 2017   | Lima            | Sand          | Miguel Ángel Reyes Varela | Gonçalo Oliveira Grzegorz Panfil            | 7:5, 6:3          |
| 6.  | 3. November 2019   | Charlottesville | Hartplatz     | Mitchell Krueger          | Sekou Bangoura Blaž Kavčič                  | 6:4, 6:1          |
| 7.  | 27. März 2021      | Zadar           | Sand          | Blaž Kavčič               | Lukáš Klein Alex Molčan                     | 2:6, 6:2, [10:3]  |
| 8.  | 13. November 2021  | Knoxville       | Hartplatz (i) | Malek Jaziri              | Hans Hach Verdugo Miguel Ángel Reyes Varela | 3:6, 6:3, [10:5]  |
| 9.  | 9. September 2023  | Tulln           | Sand          | Zdeněk Kolář              | Piotr Matuszewski Kai Wehnelt               | 6:4, 4:6, [10:6]  |